# يوهان كريستيان بوليكارب إركسليبن
يوهان كريستيان بوليكارب إركسليبن (بالألمانية: Johann Christian Polycarp Erxleben) عالم ألماني مختص في التاريخ الطبيعي، ولد في 22 يونيو 1744 بكفيدلينبورغ وتوفي في 19 أغسطس 1777 بغوتينغن.